# 入来重盛
入来 重盛（いりき しげもり、1900年12月10日 - 1984年2月9日）は、日本の生物学者・動物学者。東京教育大学名誉教授。専門は動物細胞学・細胞生物学。理学博士。

## 人物
現在の鹿児島県鹿児島市谷山地区出身。（旧制）鹿児島県立第二鹿児島中学校、東京高等師範学校、京都帝国大学理学部卒業。「両棲類の染色体、とくに性染色体に関する研究」の論文で理学博士号取得。
東京高等師範学校および東京文理科大学の教授から学制改革によって東京教育大学理学部教授となり、1964年に定年退官。著書に『動物の解剖』（地球出版、1966年）などがあり、生物学や理科の教科書・参考書の共著をしているほか、児童向け図鑑の編著・共著が多数ある。1984年、急性心不全によって東京大学医学部附属病院にて逝去。